# میاکه کانران
میاکه کانران (به ژاپنی: 三宅 観瀾 みやけ かんらん)، (تولد ۱۶۷۴ - مرگ ۱۷۱۸)، یک محقق کنفوسیوسی در اواسط دوره ادو بود. نام کوچک او تسوگوآکی، نام مستعارش یوکاکو، لقبش کیوجورو و نام مستعارش کانران بود. برادر بزرگترش میاکه سکیان بود که رئیس مدرسه کایتوکودو در اوساکا بود.